# 李文田

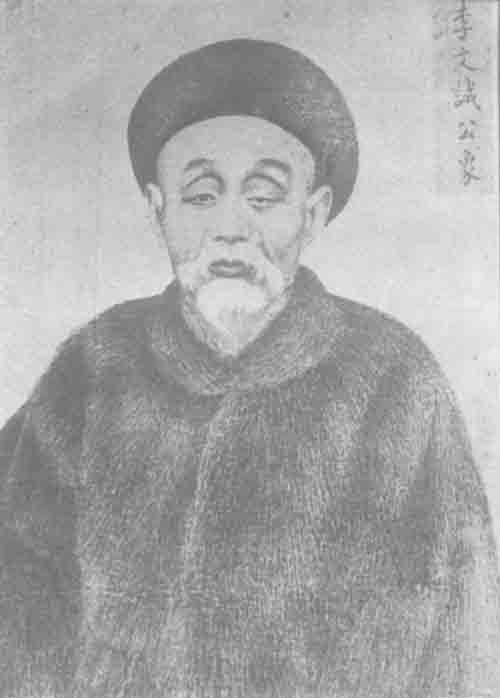
李文田

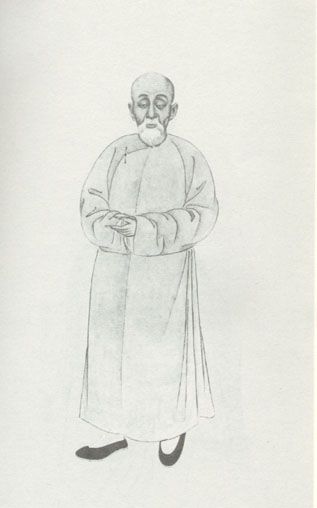
李文田

李 文田（り ぶんでん、Li Wentian、1834年 - 1895年）は、清末の官僚・歴史家。字は畬光、号は若農または芍農。
広東省広州府順徳県出身。咸豊9年（1859年）、進士となり、翰林院編修となった。提督江西学政・侍読学士を歴任し、清仏戦争が発生した1884年には彭玉麟の幕府に入って食糧補給を担当し、劉永福・馮子材らの作戦を助けた。1891年、内閣学士・礼部右侍郎に至り、しばしば上書して政務の得失を論じた。
好学で天文・地理など通暁しない学問はなかった。篆書・隷書も得意とし、俸禄の大部分を古籍と碑帖の購入にあてた。『蘭亭序』は王羲之の書ではないと論じて、物議をかもしたこともあり、また『元朝秘史』に注を付けたことでも知られる。文誠と諡された。